# Aloeides dryas
The Transvaal Copper (Aloeides dryas) là một bướm ngày thuộc họ Lycaenidae. Loài này có ở Nam Phi, từ Swaziland đến phía bắc KwaZulu-Natal và Mpumalanga, và dọc theo Drakensberg và Wolkberg tới tỉnh Limpopo.
Sải cánh từ 26–31 mm đối với con đực và 28–34 mm đối với con cái. Có nhiều lức trong các tháng ấm hơn. Cá thể trưởng thành mọc cánh từ tháng 9 đến as late as tháng 6 đỉnh điểm vào tháng 11 và tháng 2.
Ấu trùng ăn các loài Lotononis species.